# Nachtzug (Film)
Nachtzug ist ein psychologisierendes, polnisches Filmdrama aus dem Jahre 1959 von Jerzy Kawalerowicz.

## Handlung
Dem Arzt Jerzy ist bei seiner ersten großen Operation ein junges Mädchen gestorben. Er will noch heute Lodz verlassen und mit dem Nachtzug zu seiner Frau an die Ostsee, zur Halbinsel Hel, fahren. Der Zug ist überfüllt und in seinem Schlafwagenabteil trifft er auf die hübsche, blonde Marta, die vor ihrem allzu anhänglichen Liebhaber, von dem sie sich soeben getrennt hat, flieht. Sie hat ihre Fahrkarte auf dem Bahnhof einem Unbekannten abgekauft und bemerkt zu spät, dass dieses Schlafabteil einzig den Männern vorbehalten ist. Ebenfalls im Zug befindet sich Staszek, eben jener verschmähte Liebhaber Martas, der sie einfach nicht gehen lassen will und seine Ex bedrängt, zu ihm zurückzukommen.
An einer Haltestation steigt die Polizei hinzu, da sie auf der Suche nach einem Mörder auf der Flucht ist. Da niemand weiß, wie dieser aussieht, entwickelt sich bald ein Klima des Misstrauens unter den Reisenden und jeder glaubt, dass der Andere es sein könnte. Als Erstes gerät ausgerechnet Jerzy in Verdacht, denn er hat dasjenige Bett ergattert, das der gesuchte Täter einst vorbestellt hatte. Marta begreift, dass der Mörder eben jener Unbekannte am Bahnhof sein muss, dem sie wiederum das Ticket für den Schlafplatz abgekauft hatte. Diese Nacht wird von der Hatz auf den Schuldigen, an der sich auch mehrere Fahrgäste beteiligen, bestimmt. Als man am Morgen am Zielort ankommt, ist der Täter verhaftet, und Marta und Jerzy steigen aus. Dann geht jeder seiner Wege.

## Produktionsnotizen
Nachtzug wurde am 26. August 1959, zu Beginn der diesjährigen 20. Filmfestspiele von Venedig, uraufgeführt. In Deutschland lief der Streifen am 14. September 1962 an. Knapp drei Monate später konnte man Nachtzug auch im DDR-Fernsehen sehen.
Regisseur Kawalerowicz wurde zu dieser Geschichte von einem eigenen Erlebnis während einer Zugfahrt inspiriert.

## Kritiken
Das Lexikon des Internationalen Films befand: „Eine psychologische Verhaltensstudie mit pessimistischen Untertönen. Vorzüglich inszeniert und gespielt.“
Paimann’s Filmlisten befand, dass „mehr Stimmung als Handlung geboten“ wurde, jedoch die „Personen sorgsam und prägnant verkörpert“ wurden.
Reclams Filmführer sah in Nachtzug eine „psychologische Studie“.
In Kay Wenigers Großem Personenlexikon des Films ist in Jerzy Kawalerowiczs Biografie Folgendes zu lesen: „Vor allem die kurz hintereinander entstandenen Filme ‚Nachtzug‘ und ‚Mutter Johanna von den Engeln‘ festigten Kawalerowiczs Ruf, einer der interessantesten, innovativsten und formal individuellsten polnischen Regisseure zu sein.“

## Filmbuch
- Jerzy Kawalerowicz: Mutter Johanna von den Engeln. Nachtzug. 2 Filmtexte. Übersetzung Peter Lachmann. Nachwort, Anmerkungen Theodor Kotulla. München: DTV, 1963